# Fontaine Boucherat
Fontaine Boucherat är en fontän på Place Olympe-de-Gouges i Quartier des Enfants-Rouges i Paris tredje arrondissement. Fontänen uppfördes år 1699 av arkitekten Jean Beausire (1651–1743). Fontänen är uppkallad efter Louis Boucherat (1616–1699), som var kansler under Ludvig XIV.
Fontaine Boucherat är sedan år 1925 ett monument historique.

## Omgivningar
- Saint-Denys-du-Saint-Sacrement
- Saint-Nicolas-des-Champs
- Sainte-Élisabeth-de-Hongrie
- Couvent des Madelonnettes
- Hospice des Enfants-Rouges
- Saint-Merri
- Saint-Paul-Saint-Louis
- Saint-Jacques-la-Boucherie
- Fontaine de Paradis
- Fontaine des Haudriettes
- Fontaine de Joyeuse

## Bilder
| - Fontänens skylt. - Fontaine Boucherat. |